# Lelivrescolaire.fr
Lelivrescolaire.fr est un éditeur de manuels scolaires aux formats papier et numérique, qui est la propriété depuis 2020 du groupe Hachette Livre. Créée en 2009, la maison d'édition vend des manuels numériques personnalisables sous licence libre et des ressources pédagogiques.

## Fonctionnement
Les manuels scolaires sont issus d'un processus d'écriture collaborative. La communauté réunit environ 3 000 professeurs, toutes matières confondues.
Tous les contenus des manuels papier sont disponibles sur les manuels numériques librement et gratuitement sous licence Creative Commons CC BY NC SA. L'élève a accès à l'intégralité du manuel numérique, et à un contenu enrichi.
Depuis 2015, Lelivrescolaire.fr est le premier éditeur à prendre en compte les besoins des élèves dyslexiques avec une nouvelle fonctionnalité permettant la lecture de tous les documents dans un format adapté aux troubles d'apprentissage liés à la dyslexie. Il est en 2019 le site d'éditeur scolaire le plus consulté en France[source insuffisante].

## Historique
Lelivrescolaire.fr est créé en 2009 à Paris par Raphaël Taieb (issu d'HEC), Émilie Blanchard (agrégée d'Histoire-Géographie en banlieue parisienne) et Jonathan Banon (jeune ingénieur formé à l'École centrale de Paris). « On voulait un projet qui ait de l’impact en matière d’éducation. Il y avait dans l’édition scolaire un boulevard pour innover et réinventer un métier qui existe depuis l’école de Jules Ferry », explique Raphaël Taieb.
L'écriture collaborative permet d'obtenir les retours de professeurs directement pendant le processus d'écriture. Les manuels numériques sont pensés non en fin de chaîne, mais en même temps que le papier. Outre l'accès gratuit à l'ensemble des manuels numérique en ligne, le modèle économique de la maison d'édition est basé sur la vente de manuels papier et la vente d'abonnements à l'offre Manuel Numérique Premium incluant des fonctionnalités numériques non disponibles dans la version gratuite. 
Les premiers manuels, en 2010, sont des manuels de français et histoire-géographie à destination des collégiens en année de 5e. Progressivement les manuels de l'éditeur couvrent les autres matières, et celui-ci profite de la nouvelle réforme du collège pour rééditer toutes les matières à destination du collège. Ceci lui permet de conquérir 10 % du marché.
En février 2015, Lelivrescolaire.fr lance Afterclasse, un site de révisions gratuit en ligne pour le Baccalauréat et le Brevet.
En 2019, Lelivrescolaire.fr propose des manuels scolaires pour le lycée à la suite de la réforme du lycée. L'éditeur fait jeu égal avec les deux leaders du secteur (Nathan et Hachette) en obtenant 16 % des prescriptions de manuels scolaires. Belin Education est le seul acteur historique à ne pas perdre de part de marché,.
Lelivrescolaire.fr, annonce en mai 2019 sa participation à la création de l'association EdTech Lyon, au côté de DigiSchool, Speedernet, Kiupe et Woonoz.[réf. nécessaire]
En janvier 2020, le groupe Hachette Livre prend le contrôle de l'éditeur Lelivrescolaire.fr.